# 波尼 (马恩省)
波尼（法語：Pogny，法語發音：[pɔɲi]）是法国马恩省的一个市镇，位于该省中东部，属于香槟沙隆区。

## 地理
波尼（48°51'30"N, 4°28'57"E）面积14.05 平方千米，位于法国大東部大區马恩省，该省份为法国东北部内陆省份，北起阿登省，西北接埃纳省，西南接塞纳-马恩省，南至奥布省，东南接上马恩省，东临默兹省。
与波尼接壤的市镇（或旧市镇、城区）包括：马恩河畔拉绍塞、谢普拉普赖里、弗朗什维尔、马尔松、奥梅、托尼欧伯夫、马恩河畔韦西尼厄勒、维特里城。

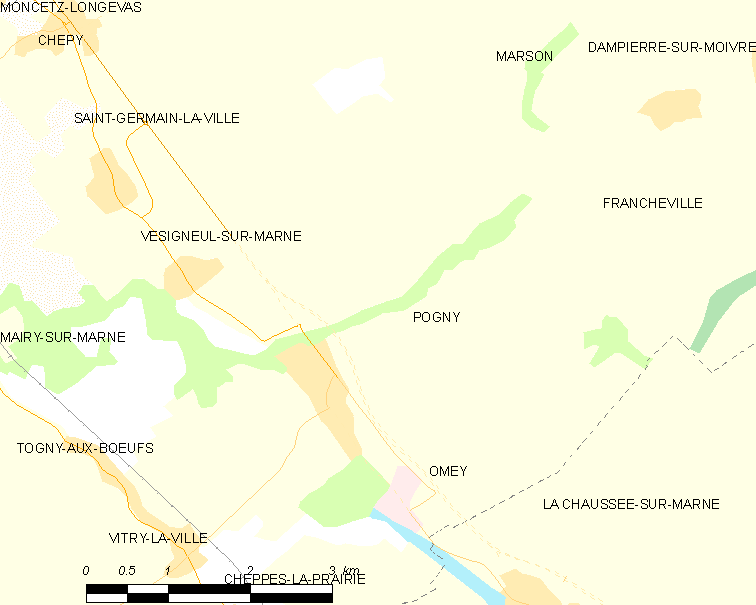
的OSM定位图

波尼的时区为UTC+01:00、UTC+02:00（夏令时）。

## 行政
波尼的邮政编码为51240，INSEE市镇编码为51436。

## 政治
波尼所属的省级选区为香槟沙隆第三县。

## 人口

1962-2008年间人口变化图示

波尼于2022年1月1日时的人口数量为906人。